# Cryptic Writings
Cryptic Writings je sedmé studiové album americké thrashmetalové skupiny Megadeth. Vydalo jej dne 17. června 1997 hudební vydavatelství Capitol Records a jeho producentem byl Dann Huff s frontmanem skupiny Davem Mustainem. Nahráno bylo během září předchozího roku v Nashvillu ve státě Tennessee. V žebříčku UK Albums Chart se album umístilo na osmatřicáté příčce; v Billboard 200 na desáté. Je to poslední studiové album kapely s bubeníkem Nickem Menzou, který musel podstoupit léčbu rakoviny. Nahradil ho Jimmy DeGrasso jako záskok. Posléze ho vzali do skupiny natrvalo. Z alba vzešel singl "Trust" a je považovaný za jeden z nejlepších výtvorů kapely.

## Seznam skladeb
| Pořadí | Název                  | Autor                                          | Délka |
| ------ | ---------------------- | ---------------------------------------------- | ----- |
| 1.     | Trust                  | Dave Mustaine, Marty Friedman                  | 5:11  |
| 2.     | Almost Honest          | Mustaine, Friedman                             | 4:02  |
| 3.     | Use the Man            | Mustaine, Friedman                             | 4:35  |
| 4.     | Mastermind             | Mustaine                                       | 3:48  |
| 5.     | The Disintegrators     | Mustaine                                       | 2:50  |
| 6.     | I'll Get Even          | Mustaine, Friedman, David Ellefson, Brian Howe | 4:23  |
| 7.     | Sin                    | Mustaine, Ellefson, Nick Menza                 | 3:06  |
| 8.     | A Secret Place         | Mustaine                                       | 5:29  |
| 9.     | Have Cool, Will Travel | Mustaine                                       | 3:28  |
| 10.    | She-Wolf               | Mustaine                                       | 3:36  |
| 11.    | Vortex                 | Mustaine                                       | 3:38  |
| 12.    | FFF                    | Mustaine, Friedman, Ellefson, Menza            | 2:38  |

## Obsazení
- Dave Mustaine – zpěv, kytara, sitár
- Marty Friedman – kytara, doprovodné vokály
- David Ellefson – baskytara, doprovodné vokály
- Nick Menza – bicí